# Carlos Ruiz
Carlos Humberto Ruiz Gutiérrez, född 15 september 1979 i Guatemala City, är en före detta fotbollsspelare från Guatemala. Han har gjort 16 mål i MLS-slutspelet, vilket är rekord. För Guatemalas landslag är han både den spelare med flest landskamper och flest mål i landets historia.

## Klubblagskarriär

### Tidiga år
Carlos Ruiz började spela med CSD Municipal när han var 12 år och gjorde debut för klubben när han var 16. 2000 lånades han ut till den grekiska klubben PAS Giannina, där han dock bara spelade fyra matcher innan han återvände till Municipal.

### Major League Soccer
I januari 2002 skrev Ruiz på för Los Angeles Galaxy i MLS. Under hans debutsäsong vann han skytteligan med 24 mål och avgjorde finalen i MLS Cup med ett Golden goal. Han blev även utsedd till ligans MVP. Säsongen 2003 kom han delad etta i skytteligan med Taylor Twellman på 15 gjorda mål. I slutet av säsongen 2003 var han och provtränade med engelska Wolverhampton Wanderers.
Efter att Landon Donovan deklarerade att han skulle återvända till MLS under 2005 tradades Ruiz bort till FC Dallas, för att kunna göra plats åt Donovan. I sin nya klubb gjorde Ruiz elva mål plus två stycken i slutspelet mot Colorado Rapids, som man dock åkte ut mot på straffar. I mars 2006 gjorde han mål genom en cykelspark, ett mål som senare röstades fram till "Årtiondets mål" i MLS. I januari 2008 tradades Ruiz tillbaka till LA Galaxy. Sitt första och enda mål för säsongen gjorde han mot New York Red Bulls 19 juli 2008.
19 augusti 2008 blev han tradad till Toronto FC där han bara spelade fem matcher, och blev under 2009 släppt på free transfer när klubben tog in Dwayne De Rosario.

### Olimpia
31 januari 2009 skrev Ruiz på ett kontrakt med Club Olimpia från Paraguay. Där gjorde han 9 mål på 17 matcher, inklusive ett hattrick i 5-3-segern mot Rubio Ñu.

### Puebla
Ruiz skrev på för mexikanska Puebla 30 juni 2009 där det under en säsong blev 9 mål på 32 matcher. Hans första mål för klubben gjorde han på straff mot Tigres.

### Aris
12 juli 2010 värvades Ruiz till grekiska Aris FC. Där blev han den första spelaren från Guatemala att delta i Europa League. I kvalrundan gjorde han segermålet hemma mot Austria Wien. I returen gjorde han 1-1 målet och sköt därmed Aris till gruppspelet. Där gjorde han ytterligare ett mål, mot Rosenborg BK.

### Philadelphia Union
Efter att ha provtränat med Philadelphia Union så skrev han på för klubben 22 februari 2011. I hemmapremiären avgjorde han mot Vancouver Whitecaps. Han gjorde även "Veckans mål" med ett långskott mot Chicago Fire.

### Veracruz
3 augusti 2011 såldes Ruiz till Veracruz. Han startade bra med sex mål på de första fem matcherna och stannade i klubben till 2013.

### DC United
20 februari 2013 värvades Ruiz till DC United. Där stannade han dock bara en säsong innan han återvände till sin moderklubb Municipal.

## Landslagskarriär
Carlos Ruiz gjorde debut för Guatemala 11 november 1998 i en träningsmatch mot Mexiko, och gjorde sitt första mål i landslaget mot El Salvador i Copa Centroamericana.
14 juni 2008 slog han Juan Carlos Platas målrekord i landslaget när han gjorde fyra mål mot Saint Lucia i kvalet till VM 2010. Han deltog i CONCACAF Gold Cup 2011, där han gjorde mål mot Grenada i gruppspelet och mot Mexiko i kvartsfinalen.
Totalt har Carlos Ruiz spelat 110 landskamper och gjort 57 mål.

## Meriter

### Klubblag
Municipal
- Guatemalska ligan: 2000 Clausura, 2002 Clausura

Los Angeles Galaxy
- Major League Soccer: 2002

### Individuellt
- MLS Most Valuable Player: 2002
- Skytteligavinnare i MLS: 2002, 2003 (delad)